# Helene von Taussig

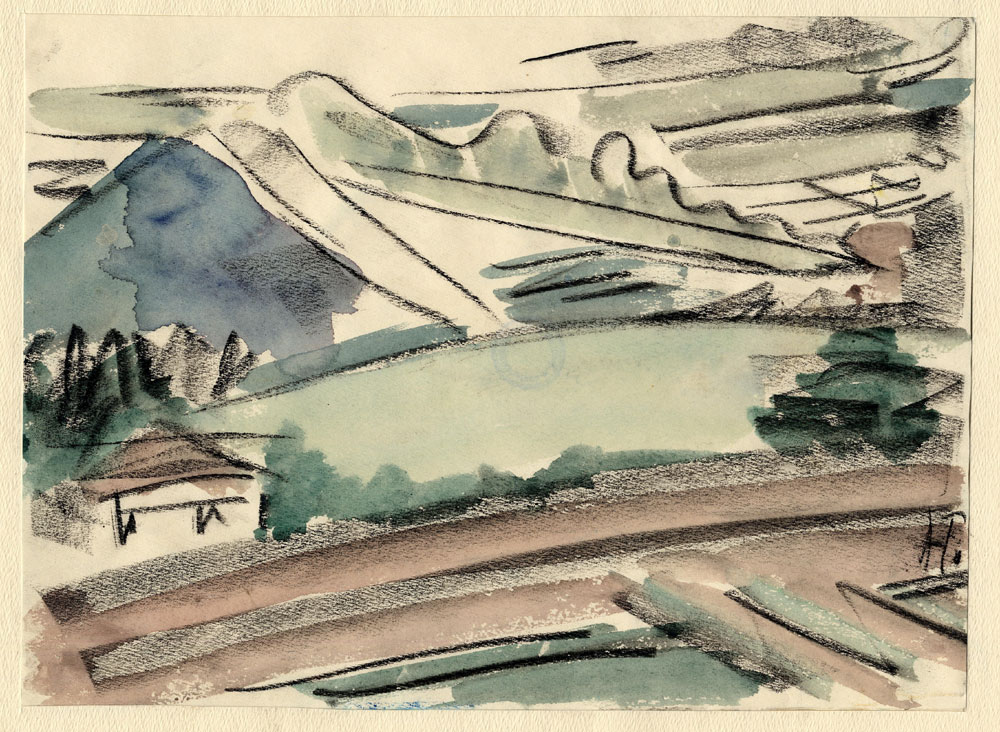
Landschaft 1932

Helene von Taussig (10. Mai 1879 in Wien – vor dem 21. April 1942 im Ghetto Izbica, Polen) war eine österreichische Malerin, die vom NS-Regime ermordet wurde.

## Leben
Helene von Taussig war Tochter von Sidonie geb. Schiff (1855–1936) und Theodor Ritter von Taussig (1849–1909). Sie hatte drei Brüder und acht Schwestern. Ihr Vater war ein angesehener Bankier und Gouverneur der k.k. priv. Allgemeine Österreichische Boden-Credit-Anstalt. Er wurde bereits im Alter von 30 Jahren in den Adelsstand erhoben, nachdem er als junger Bankfachmann die nach dem Börsenkrach von 1873 insolvente Boden-Credit-Anstalt, die unter anderem das Privatvermögen des Kaiserhauses verwaltete, saniert hatte. In den Jahren baute er das Bankhaus zum führenden Finanzinstitut der Donaumonarchie aus. Theodor Ritter von Taussig war auch im Vorstand der Israelitischen Kultusgemeinde von Wien vertreten und zählte zu den prominentesten Repräsentanten des assimilierten jüdischen Groß- und Bildungsbürgertums der Habsburgermonarchie.
Helene von Taussig konnte sich erst nach dem Tod des Vaters im Jahr 1909 voll ihren künstlerischen Neigungen widmen. Von 1911 bis 1914 unternahm sie gemeinsam mit Emma Schlangenhausen einen längeren Studienaufenthalt in Paris. Von 1915 bis 1918 war sie als Rotkreuzschwester an der Isonzo-Front tätig.
Mit befreundeten Künstlerinnen, die sie von der Kunstgewerbeschule her kannte, zog sie nach dem Ersten Weltkrieg nach Salzburg – mit Marie Cyrenius, Hilde Exner, Magda Mautner von Markhof und Emma Schlangenhausen. 1919 ließ sie sich in Anif bei Salzburg nieder. 1934 beauftragte sie den Salzburger Architekten Otto Prossinger mit dem Bau eines extravaganten Atelierhauses in Anif.
Da Helene von Taussig 1923 vom jüdischen zum katholischen Glauben konvertiert war, blieb sie nach der Annexion Österreichs im Jahr 1938 vorerst verschont. Am 28. Februar 1940 wurde sie von der Gestapo nach Wien abgeschoben, kam von dort wieder zurück nach Salzburg, wurde am 29. April 1940 erneut verhaftet und nach Wien abgeschoben. Sie musste ein Zimmer im Karmelitinnenkloster in der Töllergasse in 15 Wien-Floridsdorf beziehen. Dort fanden über siebzig katholisch konvertierte Juden Zuflucht, darunter auch Franziska van Alderwerelt und Rudolf Erich Müller, beide ebenfalls aus Salzburg vertrieben. 1941 wurde Helene von Taussig enteignet, am 9. April 1942 in das Lager Izbica deportiert, von wo aus sie am 21. April 1942 als verstorben gemeldet wurde. Laut der Website Stolpersteine Salzburg wurde sie entweder im Ghetto Izbica, im Vernichtungslager Belzec, im Vernichtungslager Sobibor oder im Vernichtungslager Majdanek ermordet.
Auch zumindest zwei ihrer Geschwister wurden Opfer des Holocaust: Clara von Hatvany-Deutsch (geboren 1875) kam im ungarischen Transitcamp Kistarcsa zu Tode. Alice von Wassermann-Verheyden (1874–1943) und deren Sohn Robert von Wassermann (1897–1943) wurden von NS-Regime in Belgien gefasst und ins KZ Auschwitz deportiert und ermordet. Die Umstände des Todes ihres Bruders Karl von Taussig (geboren 1878) am 25. Mai 1944 in Budapest sind ungeklärt. Von ihrer Schwester Hedwig May-Weisweiller (geboren 1884) ist bislang weder der Ort noch das Datum ihres Todes bekannt. Gesichert ist, dass die Geschwister Emmy Redlich (1876–1962), Flora Paul-Schiff (1881–1950), Gertrude Schüller (1886–1946), Georg von Taussig (geboren 1887), Felix von Taussig (1889–1958), Herma Artaria (geboren 1890) und Adele Mayer (1893–1972) das „Dritte Reich“ überlebten.
Ihr Atelierhaus in Anif Nr. 106 wurde nach dessen Arisierung im Oktober 1941 vom Landesbeamten Josef Wojtek erworben und von ihm 1943 seiner Tochter Leopoldine Wojtek, einer NS-Künstlerin, die 1928 das Plakat und noch heutige Logo der Salzburger Festspiele schuf, durch Schenkung übertragen. Diese war die geschiedene Ehefrau (Ehe: 1932–1941) des NS-Kunsthistorikers und Kunsträubers Kajetan Mühlmann. Nach dem Untergang des „Dritten Reiches“ wurde die Restitution des Hauses an die legitimen Erbinnen, Helene von Taussigs Nichten Silvia und Marietta, durch NS-Seilschaften in die Länge gezogen. Erst nach einem gerichtlichen Vergleich konnte am 23. November 1953 das Eigentumsrecht für die Erbinnen im Grundbuch der Gemeinde Anif eingetragen werden. Mittlerweile (Stand Juli 2014) wurde Taussigs unkonventionelles Atelierhaus verkauft und demoliert.

## Werk
Ihr Hauptwerk ist Frauenbildnissen gewidmet. 1927 fanden ihre ersten Ausstellungen statt, in Salzburg (Künstlersaal Schloss Mirabell) und in Wien („Wiener Frauenkunst“). 1929 hatte Taussig Einzelausstellungen in Paris und Den Haag. 1933 entstand die Mappe Der Tänzer Harald Kreutzberg.

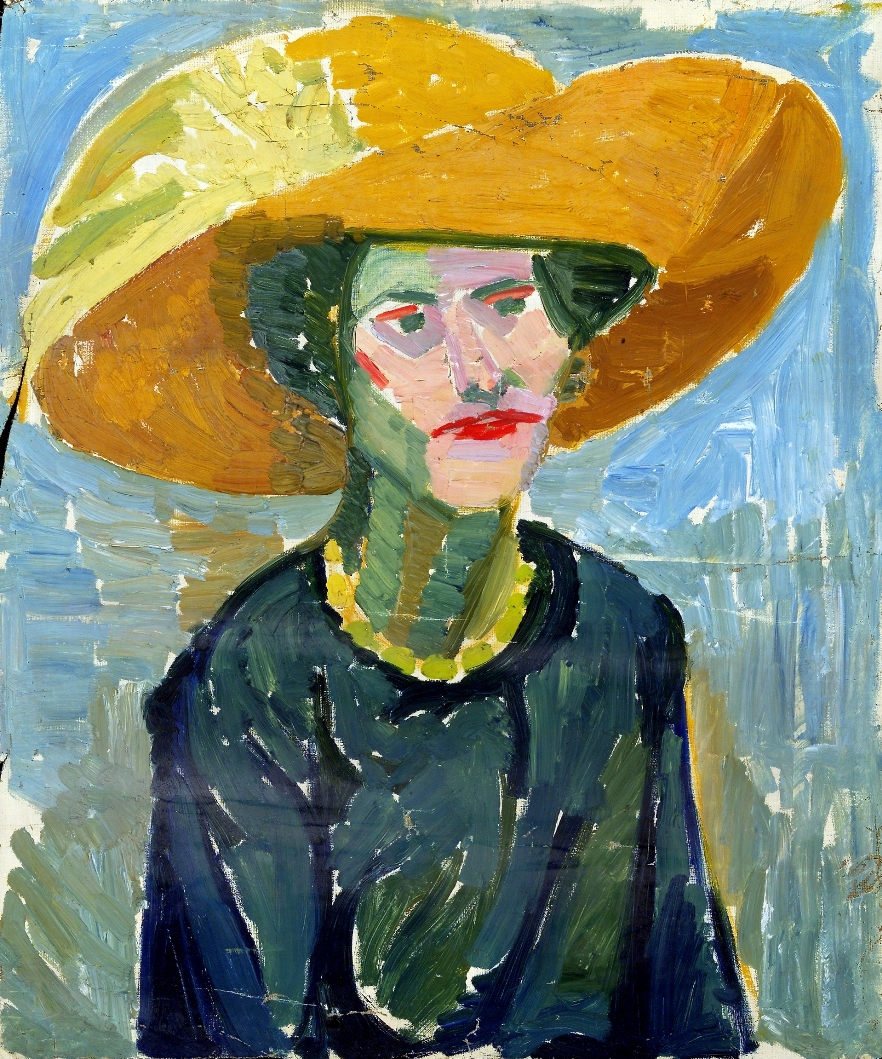
Dame mit gelbem Hut (1920)
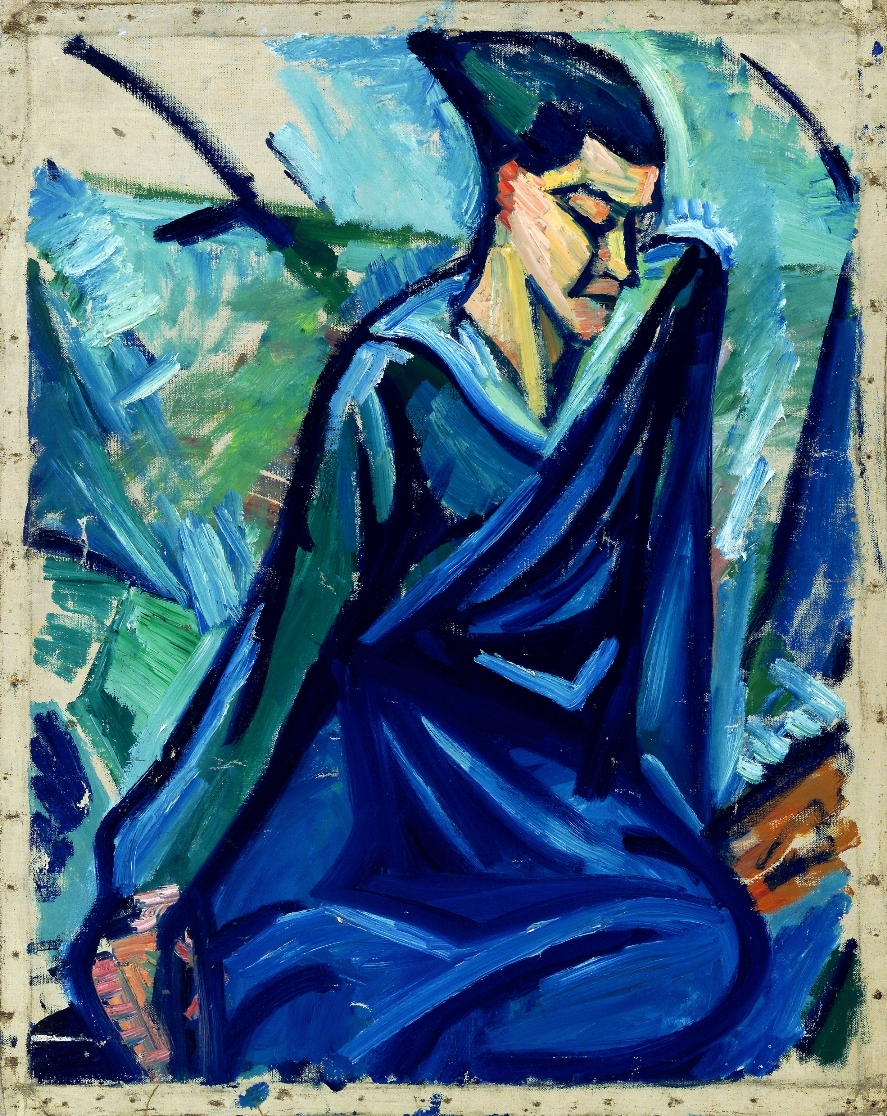
Figurale Ausdrucksstudie (1920)
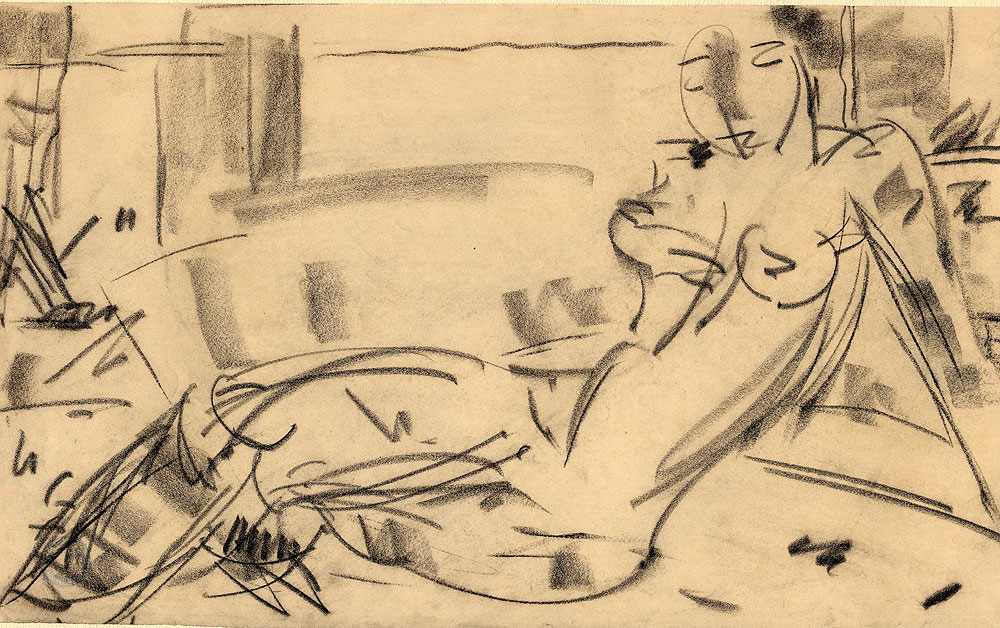
Aktstudie (1932)

Der Großteil des Œuvres scheint verschollen. Bekannt sind nur drei Arbeiten in Privatbesitz und ein Konvolut von 19 Arbeiten, die der Salzburger Maler Wilhelm Kaufmann im Keller des Salzburger Künstlerhauses gefunden haben soll und die er 1988 dem Salzburger Museum Carolino Augusteum übergab. Die Ausstellung „Künstlerinnen in Salzburg“, 1991 im Salzburger Museum Carolino Augusteum (SMCA), heute Salzburg Museum, machte erstmals nach der NS-Herrschaft auf Taussigs Kunst und ihr tragisches Schicksal aufmerksam und präsentierte einige ihrer farbkräftigen Bilder. Das Konvolut der 19 Arbeiten wurde in der Sonderausstellung Helene von Taussig – Die geretteten Bilder im SMCA 2002 erstmals vollständig präsentiert, kuratiert von Nikolaus Schaffer, der auch den Katalog verfasste.
Anfang 2012 wurden die 19 im Salzburg Museum verwahrten Gemälde an die Erbengemeinschaft restituiert. Ein Erbe verkaufte seine Bilder wieder an das Museum, sodass sich heute 11 Gemälde im rechtmäßigen Eigentum des Museums befinden.

## Gedenken

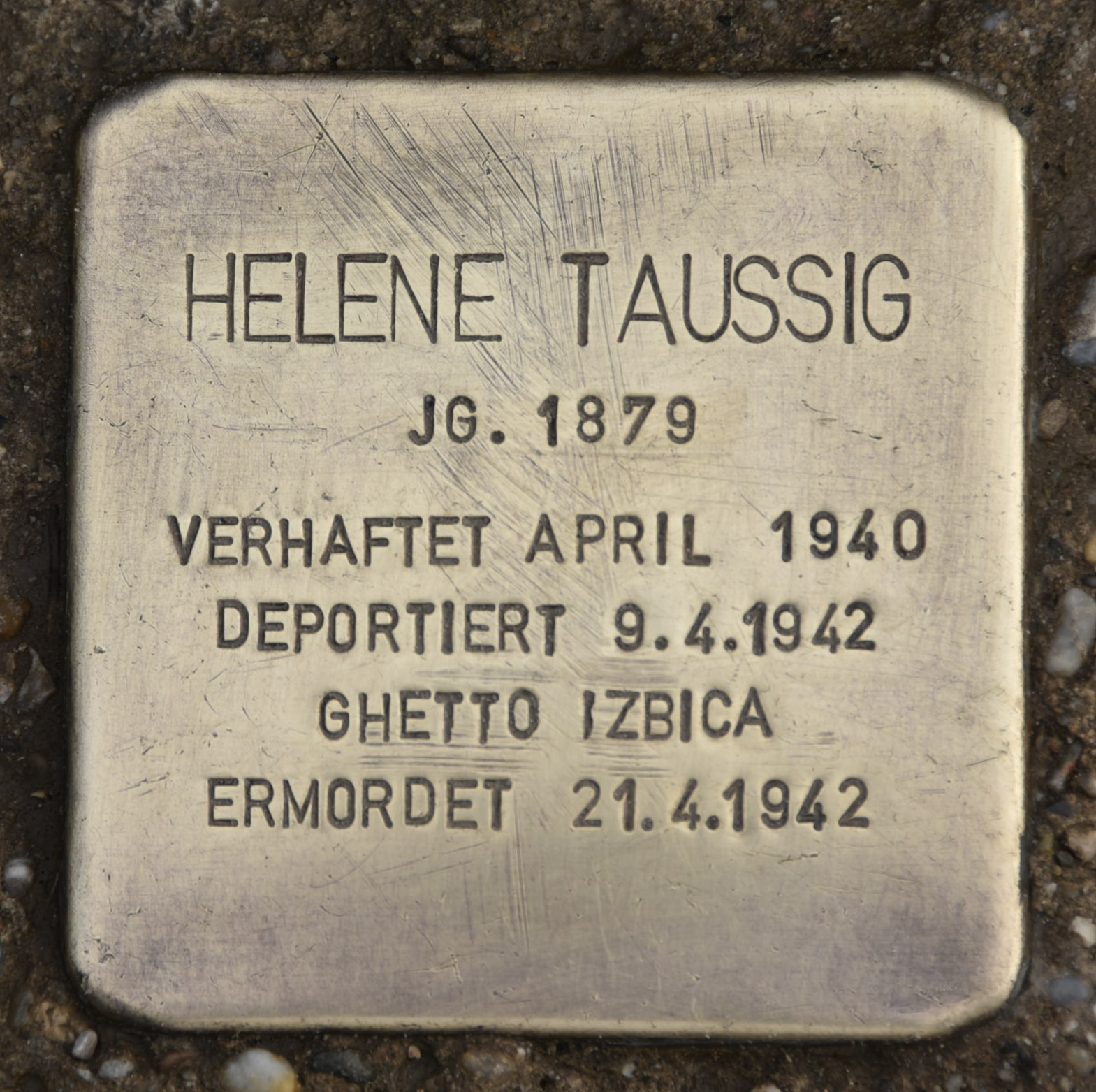
Stolperstein für Helene von Taussig

Am 3. Juli 2014 verlegte der Kölner Künstler Gunter Demnig im Zentrum von Anif einen Stolperstein für die vom NS-Regime ermordete Künstlerin am Kirchenplatz. Anwesend war unter anderem Marko Feingold, der Vorsitzende der Israelitischen Kultusgemeinde Salzburg, und der Anifer Bürgermeister Hans Krüger. Dieser wies in einer Ansprache darauf hin, dass Helene von Taussig „als modernste, mutigste und bekannteste Künstlerin“ der 1930er Jahre in Österreich gilt.
Seit Februar 2016 schlug die Malerin Konstanze Sailer im Rahmen ihres digitalen Kunstprojektes Memory Gaps ::: Erinnerungslücken wiederholt vor, die nach Josef Thorak benannte Straße im Salzburger Stadtteil Aigen, oder die nach Heinrich Damisch benannte Straße im Stadtteil Parsch, in Helene-Taussig-Straße umzubenennen. Ebenso empfahl Memory Gaps, einen Teil der im Wiener Bezirk Hietzing befindlichen Parkanlage Küniglberg oder eine an diese angrenzende Straße nach Helene Taussig zu benennen.
Das Jüdische Museum Wien zeigte bis zum 1. Mai 2017 Bilder Taussigs in der Gruppenausstellung Die bessere Hälfte. Jüdische Künstlerinnen bis 1938.